# Alfio Cantarella
Alfio Cantarella (Biancavilla, 19 luglio 1941 – Villafranca di Verona, 30 marzo 2023) è stato un batterista italiano.
Ha suonato nel complesso Equipe 84, una delle band italiane più famose degli anni sessanta-settanta.

## Biografia
Di origini siciliane (la famiglia era di Biancavilla in provincia di Catania), da ragazzo si trasferisce a Milano, dove approda nel mondo dello spettacolo nel 1958. Nel 1960 entra a far parte dei Marino's, primo nucleo di quello che in seguito, dopo l'unione con gli Snakers di Francesco Guccini e Victor Sogliani diverrà inizialmente il complesso de I Gatti e poi, uscito Guccini, il complesso dell'Equipe 84.
Cantarella fonda questo nucleo storico della musica italiana nel 1964 insieme a Victor Sogliani, Franco Ceccarelli e Maurizio Vandelli, diventandone il batterista.
Il 19 febbraio 1970 viene trovato in possesso di sostanze stupefacenti in seguito a un blitz della polizia nella sua abitazione in via Solferino; viene arrestato e costretto alla sospensione delle esibizioni. Dopo aver risolto i suoi problemi, nel 1973 rientra a pieno titolo nella formazione.
Quando la band conclude il suo percorso musicale nel 1978, Cantarella interrompe l'attività di batterista ma rimane nel mondo dello spettacolo e inizia una lunghissima carriera in qualità di manager e produttore musicale.
Negli anni ottanta produce i lavori di Zucchero Fornaciari e Sergio Caputo e le tournée, come responsabile generale del booking, di artisti come Franco Battiato, Alice, Eugenio Finardi, i Pooh, Miguel Bosé, i Rockets, Giuni Russo, Anna Oxa, Matia Bazar, Mango.
Dal 1994, costituisce la "Tutto Musica" con sede a Villafranca di Verona e prosegue l'attività di produttore e organizzatore di eventi musicali.
L'esperienza, la conoscenza del mercato e dell'ambiente dello spettacolo unito alla passione per la musica ha portato la società a sviluppare una lunga serie di attività sia nel campo dell'organizzazione che della produzione.
Innumerevoli sono i concerti che ha organizzato sia in Italia che all'Estero. Alcuni degli artisti con i quali la società ha collaborato sono: Lucio Dalla, Vasco Rossi, Zucchero, Beppe Grillo, Maurizio Vandelli, i Ricchi e Poveri, le Orme, I Deep Purple, i Dik Dik, I New Trolls, I Pooh, Shel Shapiro, Francesco Guccini, i Camaleonti, i Nomadi, Nino Frassica, Fiorella Mannoia, Bobby Solo, Cesare Cremonini, Amii Stewart, Ron, Enrico Ruggeri, Luca Barbarossa, Banco del Mutuo Soccorso, Francesco De Gregori, Gino Paoli, 883, Patty Pravo, Antonella Ruggiero, PFM, Iron Maiden, Lùnapop, Keith Emerson, Pitura Freska, Elio e le Storie Tese.
Ha prodotto manifestazioni musicali all'insegna della musica anni sessanta, come "Beat Italia Tour", con appuntamenti a Trento, Modena, Parma, Venezia, Asti, Mantova, Pordenone, Torino avendo inserito come guest star Spencer Davis Group; continua a produrre spettacoli di grande successo come Verona Beat a Verona, all'interno della quale oltre a tutti i nomi importanti degli anni sessanta sono stati inseriti artisti come i Procol Harum, gli Yardbirds, Creedence Clearwater Revisited e la rassegna "Estate Insieme" per conto della Banca Popolare di Verona.
Dopo avere vissuto per 30 anni a Villafranca di Verona e aver perso la moglie Lina, fu ospite della Piccola Fraternità di Dossobuono. Cantarella è morto nel 2023 all'età di 81 anni.